# Sumaya Dalmar
Sumaya Dalmar, también conocida como Sumaya YSL, fue una activista por los derechos transgénero somalí-canadiense y modelo. Sumaya fue una de las primeras personas somalíes en salir del armario como transgénero y LGBT en su conjunto.

## Biografía
Dalmar nació en Somalia, pero migró con su familia a Canadá durante el estallido de la guerra civil somalí a la edad de tres años. Sus padres biológicos la repudiaron cuando se declaró mujer trans ante ellos en 2011.
En 2013 fue la actriz principal de una obra de teatro y un documental que intentaba analizar la relación entre la etnia somalí, la religiosidad y su correlación con la masculinidad durante un proyecto llamado An Intimate Portrait of Somalian Trans-Woman (Un retrato íntimo de una mujer trans somalí) de Abdi Osman. Al año siguiente, en 2014, fue objeto de una exposición de arte y obtuvo el título de logopeda. Dalmar, que tenía el segundo nombre de Dasia, también apareció en otras empresas, como la programación para comenzar a trabajar en un centro comunitario LGBT llamado The 519 . Un comentarista elogió el grado de visibilidad que le ha dado a la comunidad trans.

### Fallecimiento
Dalmar, que era musulmana y residente en Toronto, murió en extrañas circunstancias el 22 de febrero de 2015, a la edad de 26 años. Su cuerpo sin vida fue encontrado en su domicilio en Danforth Village. Fue un suceso que se comparó con otros actos de violencia contra mujeres trans racializadas, especialmente durante los primeros meses de 2015, cuando se informó que tales incidentes ocurrían a un ritmo particularmente alto, pero desde entonces la policía ha descartado el homicidio.

## Homenajes
En 2018, amistades y miembros de la comunidad LGBT establecieron en reconocimiento al trabajo de su vida el «Premio Sumaya Dalmar» para estudiantes trans racializadas que incluye una beca.